# Parahybos concolorus
Parahybos concolorus är en tvåvingeart som beskrevs av Yang 1993. Parahybos concolorus ingår i släktet Parahybos och familjen puckeldansflugor.
Artens utbredningsområde är Sichuan (Kina). Inga underarter finns listade i Catalogue of Life.